# Замок Кантакузино
Замок Кантакузино (рум. Castelul Cantacuzino) — дворцово-замковый комплекс в городе Буштени, в Румынии. Здание в новорумынском стиле, строительство которого было завершено в 1911 году, построено по проекту архитектора Григоре Серчеза и по заказу князя Георге Григоре Кантакузино. Общая площадь комплекса составляет более трёх тысяч квадратных метров. Здание окружено парком, на территории которого находятся водопад с гротом и фонтаны. В центральном павильоне экспонируется коллекция уникальной румынской геральдики, представляющей семьи, связанные с домом Кантакузино, а также портреты членов этого рода.
Замок принадлежал им до насильственной национализации в 1948 году, когда в нём разместили санаторий для работников Министерства внутренних дел Румынской Народной Республики. Во время коммунистического режима оригинальную мебель из замка вынесли. Часть внутренних стен здания была окрашена. После 1989 года замок был возвращен потомкам рода Кантакузино, которые продали его частным лицам в 2004 году. После реставрационных работ, замок был открыт для публики и сегодня является одной из достопримечательностей Румынии.